# Giacomo Nanni
Giacomo Nanni (Rimini, febbraio 1971) è un fumettista e illustratore italiano.

## Biografia
Nato nel 1971 a Rimini, Giacomo Nanni ha studiato disegno animato alla Scuola del Libro di Urbino. Pubblica le prime illustrazioni nel 1996 sulla rivista Mano, cui faranno seguito numerose collaborazioni e libri a fumetti.
Fra il 2004 e il 2009 fa parte del gruppo di disegnatori/fondatori della rivista Canicola, divenuta in seguito casa editrice. Nel 2005 riceve il Premio per la miglior storia breve a Lucca Comics con "La più bella cosa", che diventerà un capitolo del suo primo libro "Storia di uno che andò in cerca della paura", pubblicato in Francia da Editions Cornelius.
Pubblica in seguito per Coconino Press la trilogia "Cronachette" e "La vera storia di Lara Canepa". Nel 2011 un suo blog è ospitato dal magazine Il Post sul quale pubblica anche dei cortometraggi animati, alcuni dei quali prodotti su testi e musiche di Gipi, trasmessi in seguito su Sky Arte nel corso del programma "I corti di Gipi". Fra il 2013 e il 2014 per Editions Olivius ha pubblicato i romanzi biografici "Casanova - histoire de ma fuite" e "Vince Taylor n'existe pas" su testi di Maxime Schmitt. Nel 2015 pubblica in Francia "La veritable histoire de Laura Canepa" per Editions Olivius e in Italia "Prima di Adamo" per Canicola Edizioni in occasione della sua mostra personale "A Tratti" all'Accademia di Belle Arti di Bologna che inaugura la XI edizione del Bilbolbul Festival internazionale di fumetto.
Con Bastien Contraire ha realizzato l'album "Les choses" per le edizioni "Papier Gaché". Ha collaborato come illustratore con testate come Air france Magazine, XXI - vingtetun, Officiel Italia, Alternatives Internationales, Liberation e altre.
Con Thomas Gosselin ha realizzato nel 2018 "Les visés" per le edizioni Cambourakis, pubblicato in Italia da Coconino.

## Opere

### Libri a fumetti
- Nel mirino, Coconino Press, 2019
- Atto di Dio, Rizzoli Lizard, 2018
- Prima di Adamo, Canicola, 2015
- La veritable histoire de Laura Canepa, Cornelius, 2015
- Vince Taylor n'existe pas, texte de Maxime Schmitt, Olivius, 2014
- Casanova - Histoire de ma fuite, Olivius, 2013
- Le garçon qui cherchait la peur, Cornelius, 2012
- La vera storia di Lara Canepa, Coconino Press, 2010
- Cronachette 3, Coconino Press, 2009
- Cronachette 2, Coconino Press, 2009
- Chroniquettes, Cornelius, 2008
- Storia di uno che andò in cerca della paura, Coconino Press, 2006

### Animazioni
- The true story of Mr Like, serie Web, La Bande Destinée, 2013
- Ricompensati, di Nanni e Gipi, “i corti di Gipi”, Sky Arte HD, Italia, 2013
- Voglio comprarmi una persona, di Nanni e Gipi, “i corti di Gipi”, Sky Arte HD, Italia, 2013
- The party, di Nanni e Gipi, “i corti di Gipi”, Sky Arte HD, Italia, 2013
- 21 12 2012, Mostra Internazionale del Nuovo Cinema di Pesaro[4], 2012
- SB: Io lo conoscevo bene, Documentario di Giacomo Durzi e Giovanni Fasanella, Kinesis Film, 2012
- R. Stevie Moore - I Don't Think She Knows, video musicale, 2012

### Esposizioni
- Trente-six vues du Canal Saint-Martin[5], Galerie Treize-dix, Paris, 2017
- A tratti[6], Accademia di belle arti di Bologna, Bologna, 2015
- NOIR !, Galerie Julien Brugeas, Parigi, 2013
- Les Choses. Giacomo Nanni et Bastien Contraire, performance, Marcovaldo - Libreria Café, Parigi, 2013
- graphicnovel.it[7], Istituto di cultura italiano, Parigi, 2012
- ROCK'ART, Festival Rock En Seine, Parigi, 2012
- NEUF, Galerie Since Upian, Parigi, 2010
- Cent pour Cent[8], Museo del fumetto, Angoulême, 2010
- CANICOLA 9 fumetti e disegni, D406 galleria d'arte contemporanea, Modena, 2010
- INEED X Ladakh, C/O Studio Senape, Cesena, 2010
- Il mucchio selvaggio, disegnisucarta, D406 galleria d'arte contemporanea, Modena, 2010
- The Last Match, esposizione itinerante, komikss magazine kush! Latvian Centre for Contemporary Art, 2009
- Era la dentadura de mi abuelo, Jardín de la Ciudadela, Pamplona, 2009
- Patto di sale, D406 galleria d'arte contemporanea, Modena, 2008
- Fumetto al Museo, Museo di Capodimonte, Napoli, 2008
- Fumetto Heute!, Museumswinkel, Comic-Salon, Erlangen, 2008
- Bonaventura. I casi e le fortune di un eroe gentile, Associazione Hamelin, Festa del Cinema di Roma 2007
- Canicola, Festival Bilbolbul, Galleria La Pillola, Bologna e Librairie Le mont en l'air, Parigi, 2007
- Comicon e il Vesuvio, Complesso del Vittoriano, Roma, 2007
- Città nel margine. Spazio urbano e fumetto, Galleria Tamatete, Bologna, 2006
- Balloons, il nuovo fumetto italiano, MLAC, Roma, 2006
- Futuro anteriore, Napoli Comicon, Napoli, 2005
- Inguine.net, Comune di Cotignola, Ravenna, 2003
- Ravenne, Fiera nazionale della piccola e media editoria, Roma, 2003
- Kufia, 100 disegnatori per la Palestina, Associazione Culturale Mirada, 2002

## Premi vinti
- 2020 : Prix de l'audace, Festival international de la bande dessinée d'Angoulême, per Atto di Dio[9]
- 2008 : Premio Albertarelli, ANAFI - Associazione Nazionale Amici del Fumetto e dell'Illustrazione[10]
- 2007 : Prix Fanzine/BD Alternative per la rivista Canicola al Festival d’Angoulême
- 2006 : Premio Attilio Micheluzzi Nuove Strade[11], Napoli Comicon
- 2005 : Premio Miglio storia breve, Lucca Comics, per La più bella cosa